# Gaetano Letizia
Gaetano Letizia (Nápoles, 29 de junio de 1990) es un futbolista italiano. Juega de defensa o centrocampista y su equipo es el Delfino Pescara 1936 de la Serie B de Italia.

## Clubes
| Club                          | País   | Año       |
| ----------------------------- | ------ | --------- |
| A. S. D. San Vitaliano        | Italia | 2007-2008 |
| A. S. D. Pianura              | Italia | 2008-2010 |
| S. F. Aversa Normanna         | Italia | 2010-2012 |
| Carpi F. C. 1909              | Italia | 2012-2017 |
| Benevento Calcio              | Italia | 2017-2024 |
| Feralpisalò (cedido)          | Italia | 2023-2024 |
| Feralpisalò                   | Italia | 2024-2025 |
| Delfino Pescara 1936 (cedido) | Italia | 2025      |
| Delfino Pescara 1936          | Italia | 2025-act. |

## Palmarés

### Títulos nacionales
| Título  | Club             | País   | Año     |
| ------- | ---------------- | ------ | ------- |
| Serie B | Carpi F. C. 1909 | Italia | 2014-15 |
| Serie B | Benevento Calcio | Italia | 2019-20 |